# Лесар
Леса́р (фр. Leyssard) — коммуна во Франции, находится в регионе Рона — Альпы. Департамент — Эн. Входит в состав кантона Изернор. Округ коммуны — Нантюа.
Код INSEE коммуны — 01214.

## География
Коммуна расположена приблизительно в 390 км к юго-востоку от Парижа, в 70 км северо-восточнее Лиона, в 20 км к востоку от Бурк-ан-Бреса.

## Климат
Климат полуконтинентальный с холодной зимой и тёплым летом. Дожди бывают нечасто, в основном летом.

## Население
Население коммуны на 2010 год составляло 153 человека.
| 1962 | 1968 | 1975 | 1982 | 1990 | 1999 | 2010 |
| ---- | ---- | ---- | ---- | ---- | ---- | ---- |
| 141  | 120  | 82   | 95   | 113  | 143  | 153  |

## Администрация
| Период | Период | Фамилия        | Партия | Примечания |
| ------ | ------ | -------------- | ------ | ---------- |
| 1995   | 2008   | Роже Бели      |        |            |
| 2008   | 2014   | Мишель Мурлева |        |            |

## Экономика
В 2010 году среди 106 человек трудоспособного возраста (15—64 лет) 88 были экономически активными, 18 — неактивными (показатель активности — 83,0 %, в 1999 году было 80,4 %). Из 88 активных жителей работали 79 человек (43 мужчины и 36 женщин), безработных было 9 (4 мужчины и 5 женщин). Среди 18 неактивных 5 человек были учениками или студентами, 10 — пенсионерами, 3 были неактивными по другим причинам.

## Фотогалерея
- Карта коммуны